# 竹內仁美
竹內仁美（4月27日—）是日本的女性聲優，靜岡縣出身。血型O型。原事務所為Toritori Office，在Toritori Office被POWER RISE吸收合併後成為其成員。

## 人物
興趣是照相、占卜、按摩。

## 演出作品
※粗體字為主要角色。

### 電視動畫
2012年
- 少女與戰車（澤梓）[4]

2017年
- Dies irae（女孩子）

### OVA
2014年
- 少女與戰車「這就是真正的安齊奧戰！」（澤梓）[5]

### 劇場版動畫
2015年
- 少女與戰車 劇場版（澤梓）

2017年
- 少女與戰車 最終章（第1話）（澤梓）

2019年
- 少女與戰車 最終章（第2話）（澤梓）

2021年
- 少女與戰車 最終章（第3話）（澤梓）

2023年
- 少女與戰車 最終章（第4話）（澤梓）

2025年
- 少女與戰車 更加相親相愛作戰！（澤梓[6]）

### RADIO
- 少女與戰車RADIO 兔子隊，訓練中！（音泉[7]、Lantis Web Radio：2015年1月30日－2016年5月27日、Animate TV：2015年1月30日－12月26日、茨城放送[8]：2015年7月4日－12月26日）

### 遊戲
2014年
- 少女與戰車 戰車道的極致！（澤梓）[9][10]
- Heroes Placement（熱海靜音、青梅由香里、洞內闇見）[2]
- 我家公主最可愛（女色姬 莉莉露·莉莉）[1]

2015年
- 九十九姬（白理、沙耶、公萌）[2]
- Asdivine Menace（拉特娜）[11][12]
- 亡靈法則（艾莉茲）[13][14]
- 榮耀救世主（春）[15]

2016年
- PURAMAI WARS V（喜多志保[16]）

### 旁白
- 大進擊放送BONZO！（TOKYO MX）

## 外部連結
- 事務所公開簡歷（日語）
- 個人BLOG （页面存档备份，存于）（日語）
- 竹內仁美的X（前Twitter）（日語）